# 1380-talet

## Händelser
- 1380 - Danmark och Norge blir förenade under samma kung, vilket kommer att vara fram till 1814. Island och Färöarna följer med Norge i unionen med Danmark.
- 1386 - En union ingås mellan Litauen och Polen.
- 1387 - Drottning Margareta blir regent i Danmark.
- 1388 - Drottning Margareta blir regent i Norge.
- 24 februari 1389 - Drottning Margareta besegrar Albrekt av Mecklenburg i slaget vid Åsle.
- 1389 - Drottning Margareta blir regent i Sverige.
- Juni 1389 - Käpplingemorden utförs.

## Födda
- 1382 - Erik av Pommern, kung av Danmark 1396-1439, av Norge 1396-1442 och av Sverige 1396-1434, 1435-1436 och 1436-1439.

## Avlidna
- 1380 - Karl V av Frankrike
- 1384 - John Wycliffe, engelsk teolog och kyrkokritiker.
- 20 augusti 1386 - Bo Jonsson (Grip), en av Sveriges rikaste män genom tiderna.